# Neuralgia del glosofaríngeo
La neuralgia del glosofaríngeo es una enfermedad del sistema nervioso que se incluye dentro de las neuralgias. La afección se debe al compromiso  del nervio glosofaríngeo y el síntoma principal es dolor que puede ser intenso y se localiza alrededor de la garganta y el oído. En ocasiones existen otros síntomas asociados, entre ellos bradicardia e hipotensión. El tipo de dolor es parecido al que provoca la neuralgia del trigémino, sin embargo la localización es diferente.

## Historia
La primera descripción de la enfermedad fue realizada en el año 1910 por Weisenberg. En 1921 Harris le asignó el nombre por el que actualmente se conoce.

## Epidemiología
La frecuencia del trastorno es muy baja, alrededor de un caso por 100 000 habitantes, por lo que se considera una enfermedad rara, se calcula que es cien veces menos frecuente que la neuralgia del trigémino. Suele aparecer en adultos alrededor de los 50 años.

## Causas
En la mayor parte de los causas no se detecta ninguna causa de la enfermedad. En algunos pacientes es secundaria a otras enfermedades, entre ellas esclerosis múltiple y aneurismas de la arteria carótida que comprimen el nervio glosofaríngeo.

## Síntomas
Provoca un dolor muy intenso intermitente que se localiza alrededor de la garganta, faringe, base de la lengua y conducto auditivo externo. El dolor se acompaña en ocasiones de otros síntomasː Desvanecimientos por síncope, convulsiones y bradicardia. Frecuentemente el episodio de dolor agudo se inicia desencadenado por algún estímulo, como la ingesta de alimentos dulces, calientes o fríos. Generalmente cursa con periodos de días o semanas de empeoramiento que alternan con otros de mejoría.

## Tratamiento
El tratamiento inicial se realiza con medicamentos anticonvulsivantes. Los más frecuentemente empleados son lamotrigina, carbamacepina, pregabalina y gabapentina. En casos seleccionados se recurre a la cirugía, practicando una neurotomía.